# Stade Dhasaki-Achnas
 (avril 2025).
Le stade Dhasaki Achnas (en grec moderne : Στάδιο Εθνικού Δασάκι-Άχνας) est un stade chypriote de football. Il contient 5 422 places.